# 悪鬼のウイルス
『悪鬼のウイルス』（あっきのウイルス）は、二宮敦人によるホラー小説。
2015年6月に文芸社から文芸社文庫として刊行され、2019年11月にTOブックスからTO文庫として刊行された。
夏の冒険旅のつもりで秘境駅・石尾駅を訪れた高校3年の男女4人が、武装した子供たちによって支配されており、大人だけが罹るという風土病「腐り鬼」防止のためとして、大人たちを監禁している村に迷いこんでしまい、次々と恐怖に見舞われていく姿が描かれる。
2025年1月24日に映画版が公開された。

## 登場人物

### 主要人物
日名子（ひなこ）
高校3年生。18歳。大人とみなされて、馬小屋のような監禁部屋に入れられる。
智樹（ともき）
日向子の同級生。18歳。日名子とともに監禁部屋に入れられる。
颯太（そうた）
日向子の同級生。17歳。秘境駅・石尾駅への探検を企画する。子供たちの仲間となる。
奈々枝（ななえ）
颯太の彼女。付き合って3年目になる。 17歳。子供たちの仲間となる。

### 石尾村

#### 子供たちの集団
マイ
制服を着た女子。美少女。シンの後を継いで子供たちのリーダーとなっている。
ヨウ
マイよりも年下の男子。散弾銃を所持しており、何かあれば躊躇なく発砲する。
ケンスケ
背の低い丸刈りの男子。
コモミ
10歳の女の子。大人を監禁するのに反対し、ヨウに散弾銃で射殺された。
タカシ
声変わりしたばかりの男の子。

#### 大人たち
シン
子供たちの元リーダー。現在の集団のルールなどを作っている。18歳になると同時に地下の監禁部屋に入っている。
ケンジ
長髪の若い男。
沢村（さわむら）
工務店の営業の女性。24歳。いつもの営業ルートから外れて石尾村を訪れてしまった。
殺さなければお前を殺すとマイに命じられた奈々枝に散弾銃で射殺されている。
マサオ
30代くらい。筋肉質だが身長は低い。

## 書誌情報
- 二宮敦人『悪鬼のウイルス』
  - 2015年6月4日発売[1]、文芸社文庫、ISBN 978-4-286-16146-4
  - 2019年11月1日発売[2]、TO文庫、ISBN 978-4-86472-880-5

## 映画
2025年1月24日に公開された。監督は松野友喜人、主演は映画初出演・初主演の村重杏奈。PG12指定。
原作にはない「悪鬼」の登場・格闘シーンが描かれるなど、原作からは設定や物語が大きく変更されている。

### キャスト

#### 主要人物（映画）
茅野日名子〈23〉
演 - 村重杏奈
YouTuber「都市伝説バスターズ」として活動する。智樹たちとともに「神隠し」の噂がある旧石尾村を訪れる。
内川智樹〈23〉
演 - 太田将熙
「都市伝説バスターズ」の中心となるYouTuber。日名子たちが旧石尾村へ向かうきっかけとなる。
源颯太〈23〉
演 - 桑山隆太（WATWING）
日名子たちの仲間。大人だけがなるという鬼に変貌してしまう。
名取奈々枝〈23〉
演 - 華村あすか
日名子たちの仲間。鬼となった颯太に襲われてしまう。
マイ〈21〉
演 - 吉田伶香
旧石尾村で「悪鬼」がのさばる中、生活する女子高生。鉄パイプで鬼と勇敢に戦う。

#### 旧石尾村の住人
リオ〈19〉
演 - 大熊杏優
マイの仲間。制服を着た女子。怪我をした颯太の治療をする。
女子高生
演 - 石井いづみ
マイの仲間。新月の夜はマイたちとともに工場跡のシェルターに籠もっている。
ニジュウサン / 23番〈44〉
演 - 町田大和
村の男性。智樹たちに新月の夜には鬼が出るなどと話し、自身が鬼に変貌する。
牛頭（ごず）〈50〉
演 - 田中要次
神父のような外見。この村の管理人と名乗る。大勢の鬼と戦うが力尽きてしまう。
五十鈴（いすず）〈25〉
演 - 鳥之海凪紗
牛頭の娘。鬼との戦いで虫の息になった牛頭から管理人の権限を譲られ、鬼と戦う。
波川優美〈32〉
演 - 大澤えりな
連続殺人事件で指名手配されており、旧石尾村で潜伏していた。鬼と化してしまう。
住民
演 - 五頭岳夫
智樹たちが最初に話を聞く住民。

#### その他
女性
演 - 角由紀子
冒頭で夜の車道を横断しようとして車にはねられ、車道脇に倒れ込む女性。
アナウンサー
演 - あいだあい
街頭テレビで、動画配信者の智樹たち4人が行方不明になったニュースを伝える。

### スタッフ
- 原作 - 二宮敦人『悪鬼のウイルス』（TO文庫刊）
- 監督・編集 - 松野友喜人[5]
- 脚本 - 山本清史、小田康平[5]
- 主題歌 - 高嶺のなでしこ「アイのウイルス」（ビクターエンタテインメント）[3]
- プロデューサー - 山本清史[5]
- アクション監督 - 三元雅芸[5]
- キャスティングプロデューサー - 原田知明[5]
- ラインプロデューサー - 岡田恒明[5]
- 助監督 - 近藤有希[5]
- 美術・制作担当 - 今津光[5]
- キャスティング - 岩瀬恵美子[5]
- 撮影監督 - 長野泰隆（J.S.C.）[5]
- 照明 - 児玉淳[5]
- 録音 - 浅田将助[5]
- スタイリスト - 中村さよこ[5]
- 特殊メイク・ヘアメイク - 征矢杏子[5]
- インティマシーコーディネーター - 浅田智穂[5]
- VFX - Double Slit[5]
- 音楽監督 - Jun Goto[5]
- 配給 - イオンエンターテイメント[6][5]
- 製作 - 映画「悪鬼のウイルス」製作委員会

## コミカライズ
二宮敦人原作による鈴丸れいじ「悪鬼のウイルス」全2巻がTOブックスのコロナ・コミックスから発売された。

### 書誌情報（コミカライズ）
- 二宮敦人 (著)、鈴丸れいじ (画)『悪鬼のウイルス』全2巻
  1. 2020年10月15日発売、TOブックス、ISBN 978-4-86699-068-2[14]
  2. 2020年10月15日発売、TOブックス、ISBN 978-4-86699-292-1[13]